# MOL Plc.
MOL Plc. (ungarsk: Magyar OLaj- és Gázipari Részvénytársaság) eller MOL Group er et ungarsk multinationalt olie- og gasselskab med hovedkvarter i Budapest. Datterselskaber til MOL Group inkluderer de tidligere statsejede kroatiske og slovakiske olieselskaber INA og Slovnaft.
I 2021 drev MOL forretning i over 30 lande med over 25.000 ansatte. De havde 2.000 tankstationer i ni lande fordelt på seks brands. De er markedsledende i Ungarn, Slovakiet, Kroatien og Bosnien-Herzegovina.